# Bad Kissingen (huyện)
Bad Kissingen là một huyện ở bang Bayern, Đức. Các huyện giáp ranh (từ phía tây bắc theo chiều kim đồng hồ) là: Main-Kinzig và Fulda thuộc bang Hesse, và các huyện Rhön-Grabfeld, Schweinfurt và Main-Spessart.

## Lịch sử
Huyện đã được lập năm 1972 thông qua việc sáp nhập các huyện cũ Bad Kissingen, Bad Brückenau và Hammelburg.

## Địa lý
Huyện này tọa lạc ở phía nam của núi Rhön. Sông Fränkische Saale (một nhánh của sông Main) chảy vào huyện ở phía bắc và rời huyện về phía tây nam.

## Thị xã và đô thị
| Thị xã                                          | Đô thị | |
| ----------------------------------------------- | --- | --- |
| 1. Bad Brückenau 2. Bad Kissingen 3. Hammelburg | 1. Aura an der Saale 2. Bad Bocklet 3. Burkardroth 4. Elfershausen 5. Euerdorf 6. Fuchsstadt 7. Geroda 8. Maßbach 9. Motten 10. Münnerstadt 11. Nüdlingen | 1. Oberleichtersbach 2. Oberthulba 3. Oerlenbach 4. Ramsthal 5. Rannungen 6. Riedenberg 7. Schondra 8. Sulzthal 9. Thundorf 10. Wartmannsroth 11. Wildflecken 12. Zeitlofs |